# 田中実 (カカクコム)
田中 実（たなか みのる、1962年5月6日 - ）は、日本の実業家。カカクコム代表取締役社長を経て、同社取締役副会長。

## 人物・経歴
兵庫県神戸市出身。開成中学校・高等学校を経て、1986年東京外国語大学外国語学部ロシア語学科卒業、三菱銀行（現：三菱UFJ銀行）入行。ヒューストン支店コーポレートファイナンスバイスプレジデント、台北支店日系課長などを経て、2001年デジタルガレージ入社。
2002年カカクコム取締役。取締役CFO、取締役副社長を経て、2006年からカカクコム代表取締役社長を務め、10年間の在任中に業容を拡大して継続的な増収増益を実現した。2016年カカクコム取締役副会長に退いた。2017年ロコンド取締役・監査等委員。